# Simnas
Simnas (deutsch Simnen) ist eine Stadt in der Rajongemeinde Alytus im Bezirk Alytus in Litauen. Sie befindet sich etwa 70 km südwestlich von Vilnius.

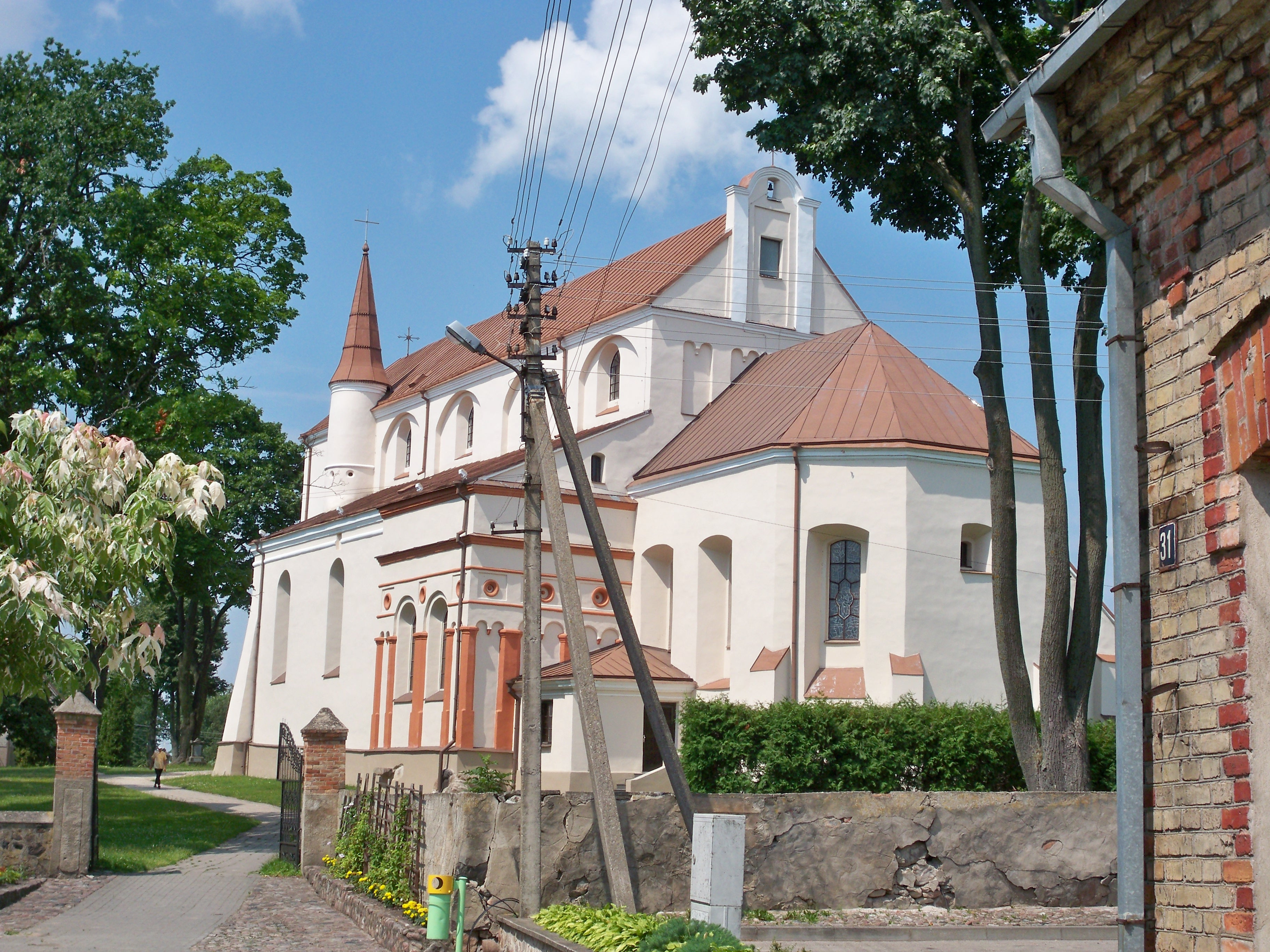
Kirche von Simnas

## Geschichte
Simnas erhielt 1626 das Magdeburger Stadtrecht.

## Sonstiges

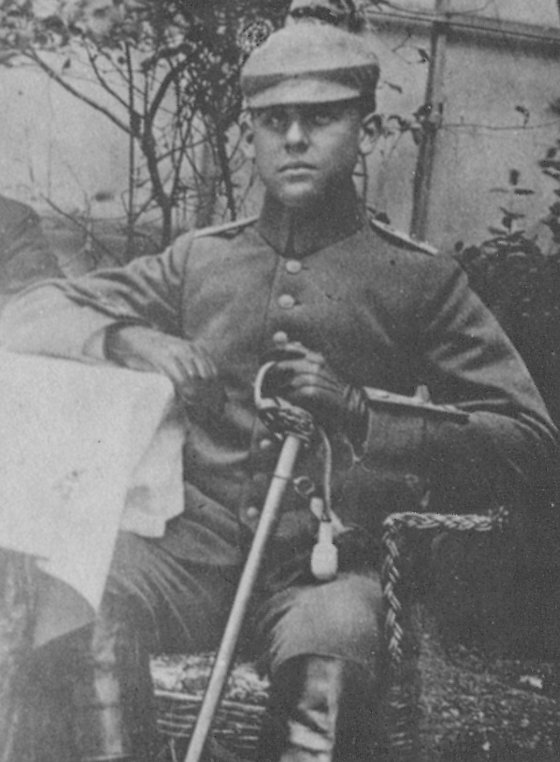
Ernst Wurche

In seiner Novelle Der Wanderer zwischen beiden Welten berichtet Walter Flex von den Stellungskämpfen bei Simnen zwischen der russischen und der deutschen Armee, bei denen 1915 Flex’ Kriegskamerad und Freund Ernst Wurche fiel. Der Wandervogel Wurche, der in dem Buch als Idealbild des deutschen Kriegsfreiwilligen und Frontoffiziers dargestellt wird, wurde bei Simnen bestattet.